# Sociedad Internacional de Amigas y Amigos de Montaigne

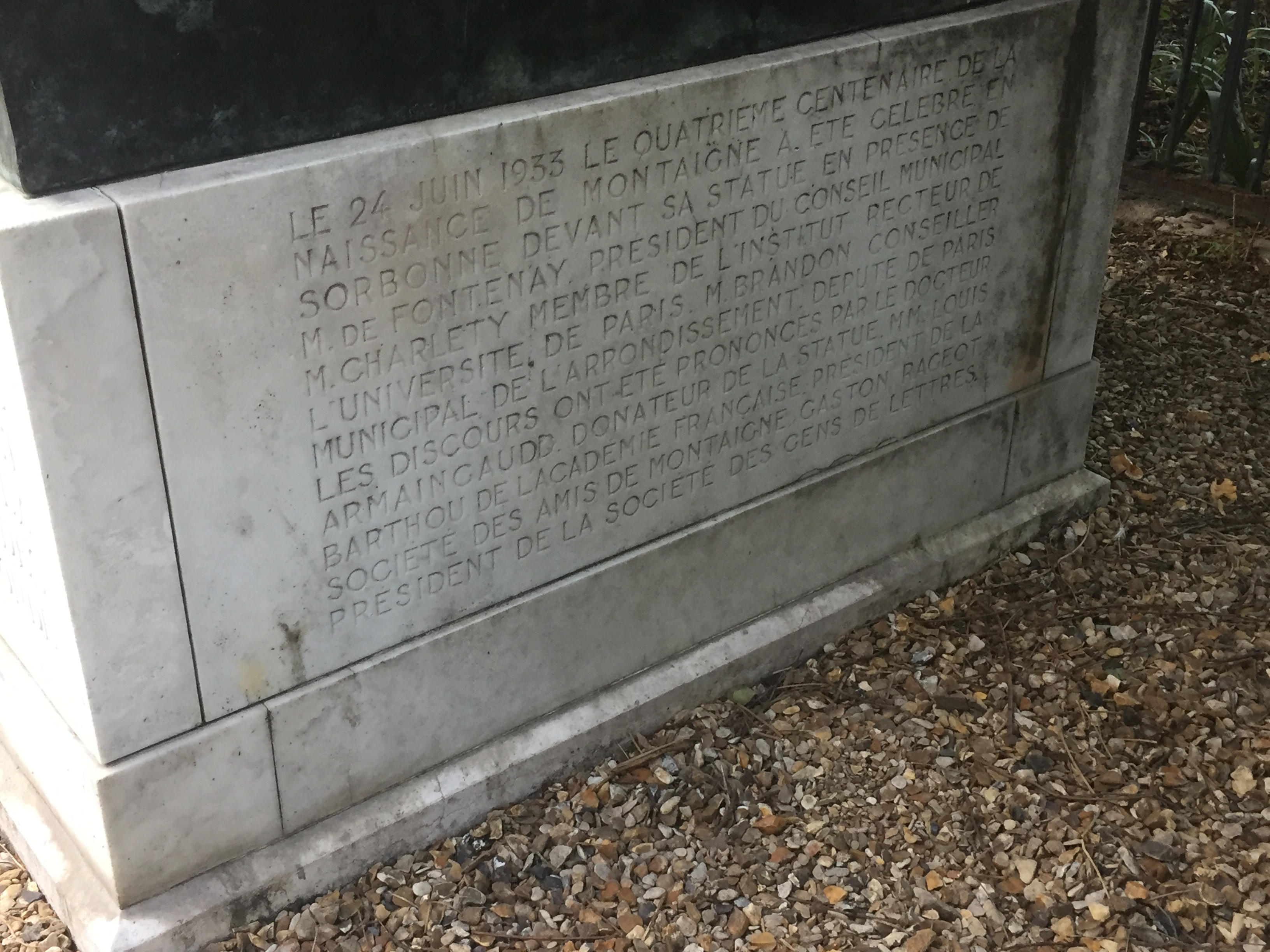
Zócalo de la estatua de Montaigne ofrecida por el Dr. Armaingaud (cara derecha)

La Sociedad Internacional de Amigas y Amigos de Montaigne (en francés, Société Internationale des Amies et Amis de Montaigne , SIAAM) es una sociedad científica francesa dedicada a la investigación sobre la obra del escritor renacentista francés Michel de Montaigne.

## Objeto
El SIAAM es una sociedad científica cuyo fin es "el estudio y la difusión en Francia y en el mundo de Montaigne, de su obra, de su tiempo, así como de las publicaciones, incluido el Boletín, y de toda actividad editorial relacionada con su materia” . Sus trabajos, investigaciones y publicaciones buscan equilibrar la erudición y el amateurismo ilustrado.

## Historia
Denominada inicialmente Sociedad de Amigos de Montaigne, fue fundada el 8 de junio de 1912 en París a iniciativa de Arthur Armaingaud, médico que en 1931 patrocinó la estatua de Montaigne situada en la rue des Écoles de París. En el momento de su creación, la sociedad estaba presidida por Anatole France, mientras Arthur Armaingaud era su secretario general. Después de la muerte del Dr. Armaingaud, la SAM experimentó gran actividad bajo la presidencia de Auguste Salles. En 1988 se convirtió en la Sociedad Internacional de Amigos de Montaigne y en 2020 en Sociedad Internacional de Amigas y Amigos de Montaigne. La sociedad reunía alrededor de 140 miembros cuando se creó. En la actualidad, alcanza alrededor de 300 miembros.

## Publicaciones
En 1913, la Sociedad de Amigos de Montaigne publicó su primera revista llamada Bulletin de la Société des Amis de Montaigne (BSAM). En noviembre de 2022, gracias a Dominique Brancher, Blandine Perona y Thierry Gontier, en colaboración con Editions Classiques Garnier, el SIAAM llevó a cabo la digitalización completa de todos los números de la revista que vieron la luz desde 1913.
Durante las ediciones de 2021 y 2022 del certamen literario y musical conocido como Bar-le-Duc, el SIAAM intervino en el marco del programa.

## Organización
La sociedad ha estado presidida, entre otros, por: Anatole France, Louis Barthou, Jean-Charles Marchand, Joseph Bédier, Gabriel Hanotaux, A. Lefranc, Maurice Rat, J. Binet, Pierre Michel, Robert Aulotte, Madeleine Lazard, Olivier Millet, Jean-Marc Terraza, Olivier Guerrier, Dominique Brancher. Desde el 8 de enero de 2022, la presidencia la ocupa Philippe Desan .

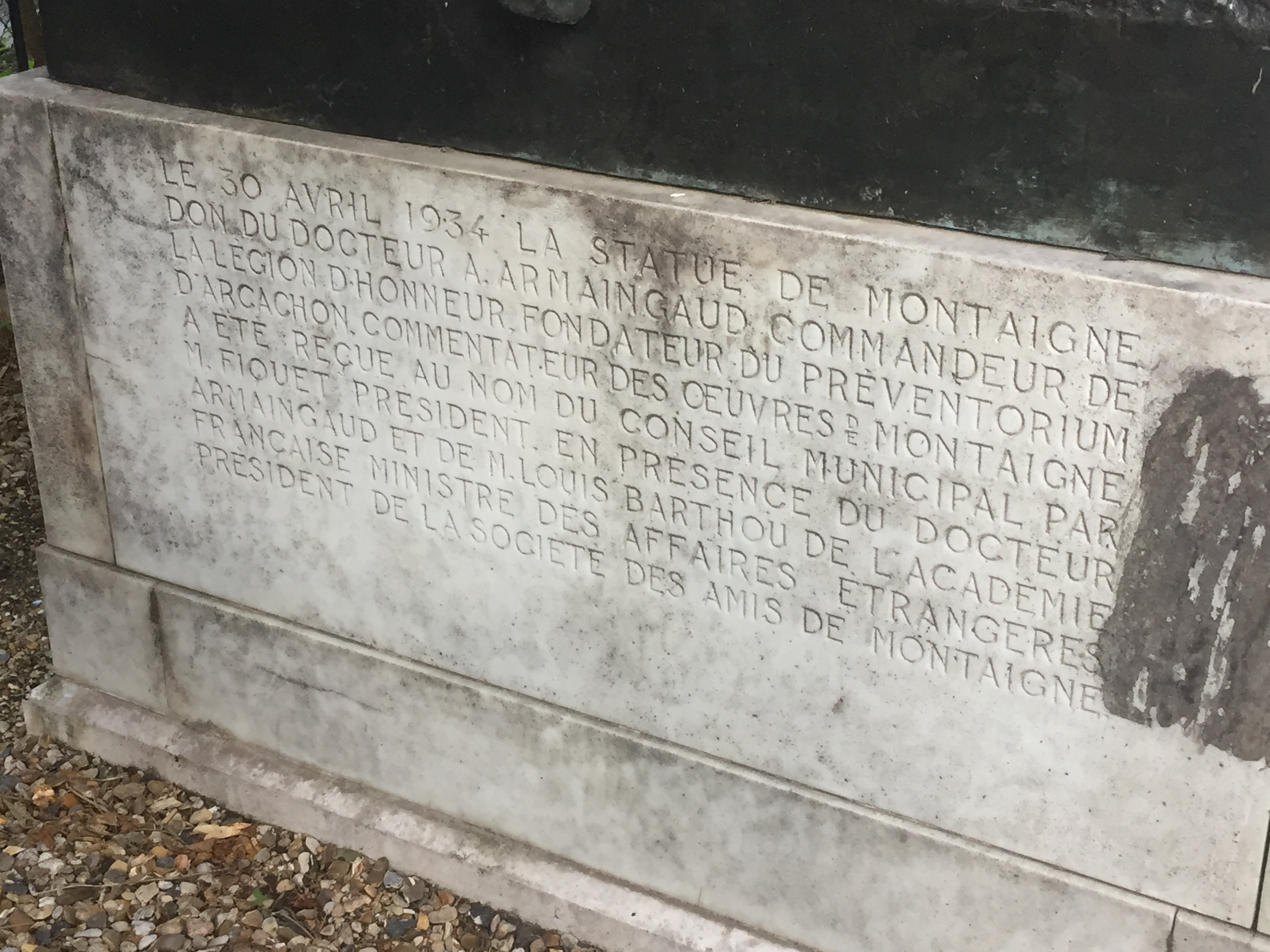
Zócalo de la estatua de Montaigne ofrecida por el Dr. Armaingaud (cara derecha)